# Grotta di Corgnale
La  grotta di Corgnale (Jama Vilenica in sloveno, Feenhöhle in tedesco, ambedue col significato di grotta delle Fate), è stata la prima grotta del Carso ad essere resa accessibile alle visite del pubblico.

## Localizzazione
La grotta si trova in Slovenia in comune di Sesana, e precisamente a Corgnale (in sloveno Lokev), a poca distanza dall'allevamento equino di Lipizza e dal confine italo-sloveno nei pressi di Trieste, e più precisamente della frazione di Basovizza.

## Morfologia
La grotta si sviluppa per più di un chilometro di lunghezza ed una profondità di 190 metri, ma il percorso aperto al pubblico è lungo meno della metà, circa 450 metri di lunghezza e 72 metri di profondità. Le particolarità della grotta sono la sala da Ballo, la sala Rossa, la sala delle Fate ed una massiccia colonna che sembra sorreggere la volta della sala in cui si trova.

## Festival letterario internazionale
Nel 1980 iniziarono ad essere organizzate nella grotta le serate degli scrittori sloveni e, a partire dal 1986, il Festival letterario internazionale (sloveno Mednarodni literarni festival Vilenica), un incontro di poeti e scrittori provenienti dall'Europa Centrale. A questo evento, concedono ogni anno il Gran premio delle fate ed il riconoscimento Il cristallo delle fate.